# Sprungbrett (Fernsehsendung)
Sprungbrett war in den 1980er-Jahren eine Samstagabend-Fernsehshow des DDR-Fernsehens, in der Hartmut Schulze-Gerlach („Muck“) als Moderator junge Nachwuchskünstler der DDR präsentierte. Der zumeist erste Fernsehauftritt der jungen Talente machte sie im Rahmen eines Fernsehwettbewerbes einem breiteren Publikum bekannt. Das Da Capo der jeweiligen Sendung erhielt der Künstler, der in der Gunst des Publikums am höchsten lag, was mittels der Zuschauer-Zuschriften ermittelt wurde. Mit seiner einmaligen Wiederwahl-Möglichkeit innerhalb dieses Sendeformates folgte der zweite Auftritt im Fernsehen, diesmal als Gast der nächsten Sendung.
Nach dieser „Eintrittskarte“ für das DDR-Fernsehen folgte zumeist eine „Weitergabe“ an den Moderator Jürgen Karney. Seine Sendung Bong in den 1980er-Jahren (1983–1989) hatte das Schlager-Studio der DDR der 1970er-Jahre mit dem Moderator Chris Wallasch abgelöst und war eine Wertungssendung zu den DDR-Pop-Charts als aufgezeichnete Live-Sendung, die jeweils donnerstags im DDR-Fernsehen ausgestrahlt wurde. Nach drei erfolgreichen Wiederwahlen, auch hier wiederum durch das Publikum, bekam der Siegertitel dann den Silbernen Bong.
So begann in den 1980er-Jahren für viele Nachwuchstalente und zumeist heute noch bekannte Künstler der DDR eine für die DDR typische Medien-Künstler-Laufbahn.

## Da-Capo-Gewinner
| Interpret          | Titel               | Monat     | Jahr |
| ------------------ | ------------------- | --------- | ---- |
| Linda Feller       | Die erste Liebe     |           | 1985 |
| Wolfgang Thomasius | Drei Worte          | September | 1985 |
| Hendrik Bruch      | Was ich brauche     |           | 1987 |
| Heike Wehnelt      | Lebenslang          |           | 1987 |
| Olaf Berger        | Es brennt wie Feuer |           | 1985 |

## Auszeichnungen
Im Jahre 1989 wurde Carmen Nebel für ihre Sprungbrett-Moderation zum Fernsehliebling der DDR gewählt.